# 红花堰车辆段
红花堰车辆段（原名：皂角树车辆段），是成都地铁1号线的车辆段，位于成都市成华区升仙湖北路。

## 红花堰车辆段
红花堰车辆段邻近升仙湖公园，与地铁1号线升仙湖站站房一墙之隔，最近处距离不足200米。呈尽端式布置，出入段线和1号线正线相连接。车辆段整体呈椭圆形，长轴直径512米，短轴直径208米，高14米，总体面积为8.1万平方米。
车辆段一层为列车停放和日常检修的区域，段内设有停车列检库、检查库、不落轮镟库、静调库、定修、临修库、调机、工程车库、洗车库、试车线以及库外线等。洗车库为自动清洗，6节编组列车清洗一次只需要20分钟。车辆段上盖有成都轨道交通学院和车辆段办公楼。
车辆段共有29股道、线路全长9773.863米；道岔29组、交叉渡线1组，可容纳1号线17列车辆停靠。

## 成都轨道交通学院
成都轨道交通集团有限公司于2017年获得成都交通高级技工学校的办学资质，并将新校区上盖于红花堰车辆段，建筑面积54426平方米，可容纳1200名学员开展学制教育、培训。